# Société des chemins de fer vicinaux belges
Ne doit pas être confondu avec Société nationale des chemins de fer vicinaux.
La Société des chemins de fer vicinaux belges est une compagnie de tramway créée en Belgique, pour construire et exploiter deux lignes de tramways dans celle de Charleroi en 1881. 

## Histoire
Son siège initialement à Bruxelles est transféré à Charleroi en 1881.
En 1903, la Société des chemins de fer vicinaux belges disparait. Elle cède ses actifs à la société des Railways économiques de Liège-Seraing et extensions (RELSE) qui transforme les deux lignes à voie métrique et les électrifie.

## Lignes
- Charleroi à Gilly, ouverture septembre 1881
- Charleroi et Montignies-sur-Sambre, ouverture  1882